# Slim Shady EP
The Slim Shady EP er en EP fra 1997 udgivet af rapperen Eminem med det Detroit-basserede pladeselskab Web Entertainment. The Slim Shady EP blev udgivet på både kassettebånd og CD. Eminem solgte omkring 5.000 eksemplarer af denne EP. Eminem introducerede for første gang hans "Slim Shady"-personlighed på denne udgivelse, og hans tekster var en markant afvigelse fra hvad der fandtes på Infinite, med konstante henvisninger til brug af narkotika, seksuelle handlinger, mental ustabilitet og vold. En anden forskel var hans udforskning af mere alvorlige emner som fattigdom, hans reaktion på kritik og ægteskabelige og familiære vanskeligheder. Eminems flow var også væsentligt anderledes end på Infinite. Der var også sket en væsentlig forbedring af rimstrukturen og måden hvorpå Eminem fortalte historierne. Produktionsværdien af musikken i sangene – fra tidligere samarbejdspartnere DJ Head, the Bass Brothers og Mr. Porter – var også mærkbart højere end det forrige album.

## Spor
Alle sange skrevet og komponeret af Eminem. 
| The Slim Shady EP | The Slim Shady EP                                        | The Slim Shady EP     | The Slim Shady EP | The Slim Shady EP | The Slim Shady EP | The Slim Shady EP | The Slim Shady EP | The Slim Shady EP | The Slim Shady EP |
| #                 | Titel                                                    | Producer              | Længde            |                   |                   |                   |                   |                   |                   |
| ----------------- | -------------------------------------------------------- | --------------------- | ----------------- | ----------------- | ----------------- | ----------------- | ----------------- | ----------------- | ----------------- |
| 1.                | "Slim Shady" (Introduktion)                              | Eminem                | 1:10              |                   |                   |                   |                   |                   |                   |
| 2.                | "Low, Down & Dirty"                                      | Denaun Porter, Kuniva | 4:43              |                   |                   |                   |                   |                   |                   |
| 3.                | "If I Had..."                                            | DJ Rec                | 4:07              |                   |                   |                   |                   |                   |                   |
| 4.                | "Just Don't Give a Fuck" (featuring Frogg)               | F.B.T., Eminem        | 4:02              |                   |                   |                   |                   |                   |                   |
| 5.                | "Mommy" (skit)                                           | F.B.T., Eminem        | 4:31              |                   |                   |                   |                   |                   |                   |
| 6.                | "Just the Two of Us"                                     | DJ Head               | 4:19              |                   |                   |                   |                   |                   |                   |
| 7.                | "No One's Iller" (featuring Swift, Bizarre, Fuzz Scoota) | DJ Head               | 4:58              |                   |                   |                   |                   |                   |                   |
| 8.                | "Murder, Murder"                                         | DJ Rec                | 4:40              |                   |                   |                   |                   |                   |                   |
| 9.                | "If I Had..." (censureret)                               | DJ Rec                | 4:03              |                   |                   |                   |                   |                   |                   |
| 10.               | "Just Don't Give..." (censureret)                        | Denaun Porter         | 4:03              |                   |                   |                   |                   |                   |                   |
| 40:43             |                                                          |                       |                   |                   |                   |                   |                   |                   |                   |

Sange på albummet der bruger samples fra andre sange
- "Low, Down & Dirty" indeholde elementer fra "Soopaman Luva 3" af Redman og "One More Chance (remix)" af The Notorious B.I.G.
- "Just the Two of Us" indeholder en sample af "Just the Two of Us" af Groover Washington Jr.
- "No One's Iller" indeholder en sample af "Wildflower" af Hank Crawford
- "Murder, Murder" indeholder elementer fra "50 Ways to Leave Your Love" af Paul Simon, "Outlaw" af 2Pac, "No One's Iller" af Eminem og "SlaugtaHouse" af Masta Ace